# Radikal 134
Radikal 134 mit der Bedeutung „Mörser“ ist eines von 29 der 214 traditionellen Radikale der chinesischen Schrift, die mit sechs Strichen geschrieben werden.
Mit 14 Zeichenverbindungen in Mathews’ Chinese-English Dictionary gibt es nur wenige Schriftzeichen, die unter diesem Radikal im Lexikon zu finden sind.
Das Radikal „Mörser“ nimmt nur in der Langzeichen-Liste traditioneller Radikale, die aus 214 Radikalen besteht, die 134. Position ein. In modernen Kurzzeichen-Wörterbüchern kann es sich an ganz anderer Stelle finden. Im Neuen chinesisch-deutschen Wörterbuch aus der Volksrepublik China steht es zum Beispiel an 129. Stelle.
Die Siegelschrift-Form dieses Schriftzeichens zeigt einen Mörser und darin vier Punkte, die zu zermahlende Reiskörner darstellen. diese sind in 臼 zu den beiden kurzen, unverbundenen Horizontalstrichen innen geworden.
In 桕 (in: 乌桕, eine Baumart) fungiert 臼 als Lautträger, ebenso in 舅 (= Onkel), der aus dem Radikal 臼 und 男 (= Mann) besteht. 舂 (= zerstampfen) zeigt in seiner Siegelschrift-Form oben einen Stampfer, darunter zwei Hände, sowie den Mörser 臼 (jiu) mit seinen vier Reiskörnern, ein aus gleich vier Piktogrammen konstruiertes Zeichen.
舀 (= schöpfen, löffeln) besteht aus der Klaue 爪 (zhua) oben und dem Mörser 臼 darunter die Hand schöpft aus dem Mörser heraus.
插 (= hineinstecken) zeigt rechts die Kombination 干 (gan = Stiel) und Mörser 臼 in den Mörser hineinstoßen, Getreide zerstampfen. Beides sind kombinierte Zeichen, die ihre Bedeutung aus der Komponente 臼 beziehen.
陷 (xian = Fallgrube), ursprüngliche ohne das linke Ohr (阝) geschrieben zeigt in seiner Siegelform einen Menschen in einer Grube (臼). 舁 (= etwas hochheben), 臾 (= Augenblick), 谀 (= schmeicheln) scheinen 臼 zu enthalten, jedoch zeigen die Siegelschrift-Form en, dass es sich um zwei Hände handelt, die etwas hochhalten.
臼 in der Kopfposition von 鼠 (Maus) ist aus dem Abbild eines Mäusekopfes hervorgegangen, hat also mit dem Mörser nichts zu tun. Ebenso gilt dies für 儿 (= Kind). Hier geht die obere Komponente auf 囟 (= Fontanelle) zurück.
叟 (= Greis) bestand oben ursprünglich aus den Komponenten (宀 plus darunter 火), auch hier ist das heutige 臼 nur eine Ersatz-Komponente ohne besondere Bedeutung.

## Schriftzeichenverbindungen, die vom Radikal 134 regiert werden
| Striche | Zeichen  |
| ------- | -------- |
| +0      | 臼       |
| +02     | 臽 臾    |
| +03     | 臿       |
| +04     | 舀 舁    |
| +05     | 舂       |
| +06     | 舃 舄    |
| +07     | 舅 舆 與 |
| +09     | 興       |
| +11     | 舉       |
| +12     | 舊       |
| +13     | 舋       |

 Im Unicodeblock Kangxi-Radikale ist das Radikal 134 unter der Codepointnummer 12.165 (U+2F85) codiert.